# Bathyceramaster
Bathyceramaster — рід морських зірок родини Goniasteridae ряду Valvatida. Включає 6 видів. Поширені на сході Тихого океану і в Північній Атлантиці. Мешкають на значній глибині.

## Види
Згідно з сайтом World Register of Marine Species:
- Bathyceramaster careyi Mah, 2016
- Bathyceramaster elegans (Ludwig, 1905)
- Bathyceramaster inornata Mah, 2022
- Bathyceramaster kelliottae Mah, 2024
- Bathyceramaster smithi (Fisher, 1913)
- Bathyceramaster teres Mah, 2022